# Hassane Kounou
Hassane Kounou (* 7. April 1949 in Dosso; † 8. September 2018 in Paris) war ein nigrischer Politiker und Diplomat.

## Leben
Hassane Kounou arbeitete als Lehrer und Schuldirektor sowie als Präfekt in der staatlichen Verwaltung. Er war 1992 ein Gründungsmitglied der Partei Nigrische Allianz für Demokratie und Fortschritt (ANDP-Zaman Lahiya). Als deren Parteivorsitzender Adamou Moumouni Djermakoye von 1993 bis 1994 als Präsident der Nationalversammlung vorstand, war Kounou als sein Kabinettschef tätig. Hassane Kounou wirkte von 2011 bis 2013 als Minister für Jugend, Sport und Kultur in der Regierung von Staatspräsident Mahamadou Issoufou von der Nigrischen Partei für Demokratie und Sozialismus (PNDS-Tarayya). Ihm wurde vorgeworfen, dass Mittel aus einem staatlichen Kulturförderungsfonds großteils an Parteimitglieder der ANDP-Zaman Lahiya vergeben wurden. Im Jahr 2014 wurde er Botschafter Nigers in Senegal. Er erkrankte schwer und hielt sich seit 2017 zur medizinischen Behandlung in Frankreich auf.
Kounou starb 2018 und wurde am Muslimischen Friedhof von Yantala in Niamey bestattet. Er hinterließ zwei Ehefrauen und acht Kinder.

## Ehrungen
- Kommandeur des Verdienstordens Nigers (postum)[2]